# Barnstable megye
Barnstable megye az Amerikai Egyesült Államokban, azon belül Massachusetts államban található. Megyeszékhelye és legnagyobb városa Barnstable. Lakosainak száma 228 996 fő (2020. április 1.). Barnstable megye Plymouth és Dukes megyékkel határos.

## Népesség
A megye népességének változása:
| Lakosok száma | 215 918 | 215 398 | 214 947 | 214 990 | 214 333 | 228 996 |
|               | 2010    | 2011    | 2012    | 2013    | 2015    | 2020    |